# Ulf Adåker
Ulf Adåker, född 18 april 1945 i Stockholm, är en svensk jazzmusiker (trumpet) och kompositör. Adåker grundade jazzfusionsgruppen Egba. Han medverkade även i Radiojazzgruppen. 
Adåker har odogmatiskt rört sig över genrer driven av sitt intresse för rytmer och nya klanger.

## Utmärkelser och priser
- 2015 – Bert Levins stiftelse för jazzmusik

## Beställningsverk
För Sveriges Radio / Radiojazzgruppen
- 1981 Prphetics
- 1986 Chordeograpy
- 1992 Café International

För Konsert med Bobo Stenson trio och orkester 
- 1999 Odyssey of Karib

För The Swedish Orchestra of Jazz Composers
- 1986 RainWail
- 1986 Nomus(?)

För Sigurdur Flosason och Reykjaviks symfoniorkester.
- 1996 ZONES FOR ALTO SAXOPHONE AND STRING ORCHESTRA

För Stockholms kommun / Kulturhuvudstad 1998
- 1998 City Music

För Konstnärsnämndens tonsättarbeställningar
- 2000 Tenon & Mortise  för blåsarkvintett, slagverk, piano, kontrabas, trumpet och gitarr.

För Norrbotten Big Band
- 2001 Monk by Five

För Per Tjernberg
- 2007 Ensemblearrangemang till MUSIC FOR 21-PIECE ORCHESTRA AND SMALLER ENSEMBLES

## Diskografi
Med gruppen EGBA
- EGBA (Sonet) 1974
- Jungle-Jam (Sonet) 1976
- Live at Montmartre (Sonet) 1977
- Amigos Latinos (Sonet) 1978
- Bryter Upp (MNW) 1979
- Omen (MNW) 1981
- Fuse (MNW) 1983
- Electrobop (Dragon) 1989
- Electronic Groove & Beat Academy (Amigo)
- The Phoenix (Sara Records) 2004
- Jubilee (2010)

i eget namn:
- 1998 – Something Juiceful (Dragon)
- 2001 – Monk by Five (Touché Music)
- 2001 – Reflections (Touché Music)
- 2002 – Mingus by Five (Touché Music)
- 2007 – Miles by Five (Touché Music)
- 2015 - Le Jazz Cool: Vinter i Vasastan (Quica Records)

Som sideman
Gugge Hedrenius: Blues of Europe
```
                             Blues Direct
```

1977: Bengt Hallberg: Vintage -77
Johnny Dyani: Born Under The Heat
Staffan Odenhall: Big Ears Big Band
Hot Salsa: Meets Swedish Jazz
Sigurdur Flosason: Distant Destination
2002: Linda Pettersson: WHO ARE YOU (Touché Music) 
2007:Per Tjernberg: Inside Information (Phono Suecia)
2019: Oktetten Lars 8: Heritage